# Valami forró
A Valami forró... Szűcs Judith első olyan nagylemeze, amely nem a Hungaroton gondozásában jelent meg. Az album fő alkotója a 80-a évek közkedvelt Voga-Turnovszky duójának egyik tagja, Voga János volt, aki a zeneszerzésen túl a hangfelvételek készítésében is tevékenyen részt vett.

## Az album dalai[1]
1. Valami forró... (Burton-Straker-Voga János-Jankai Béla-Fülöp Csaba)
2. Minek ez a nyár (Voga János-Fülöp Csaba)
3. Mélyvíz (Voga János-Jankai Béla-Fülöp Csaba)
4. Holnap, holnapután (Voga János-Fülöp Csaba)
5. Helló (Voga János-Fülöp Csaba)
6. Neked csak annyi kell (Voga János-Jankai Béla-Fülöp Csaba)
7. Ne kezdd újra kérlek (Voga János-Jankai Béla-Vörös István-Fülöp Csaba)
8. Amikor üres az út (Voga János-Fülöp Csaba)
9. Miért félsz? (Voga János-Fülöp Csaba)
10. Minden hetedik nap (Voga János-Fülöp Csaba)

## Közreműködők
- Szűcs Judith – ének, vokál
- Voga János – szintetizátorok, számítógépprogramok
- Szűcs Antal Gábor – gitár
- Muck Ferenc – szaxofon